# 愛知県道452号高蔵寺停車場線

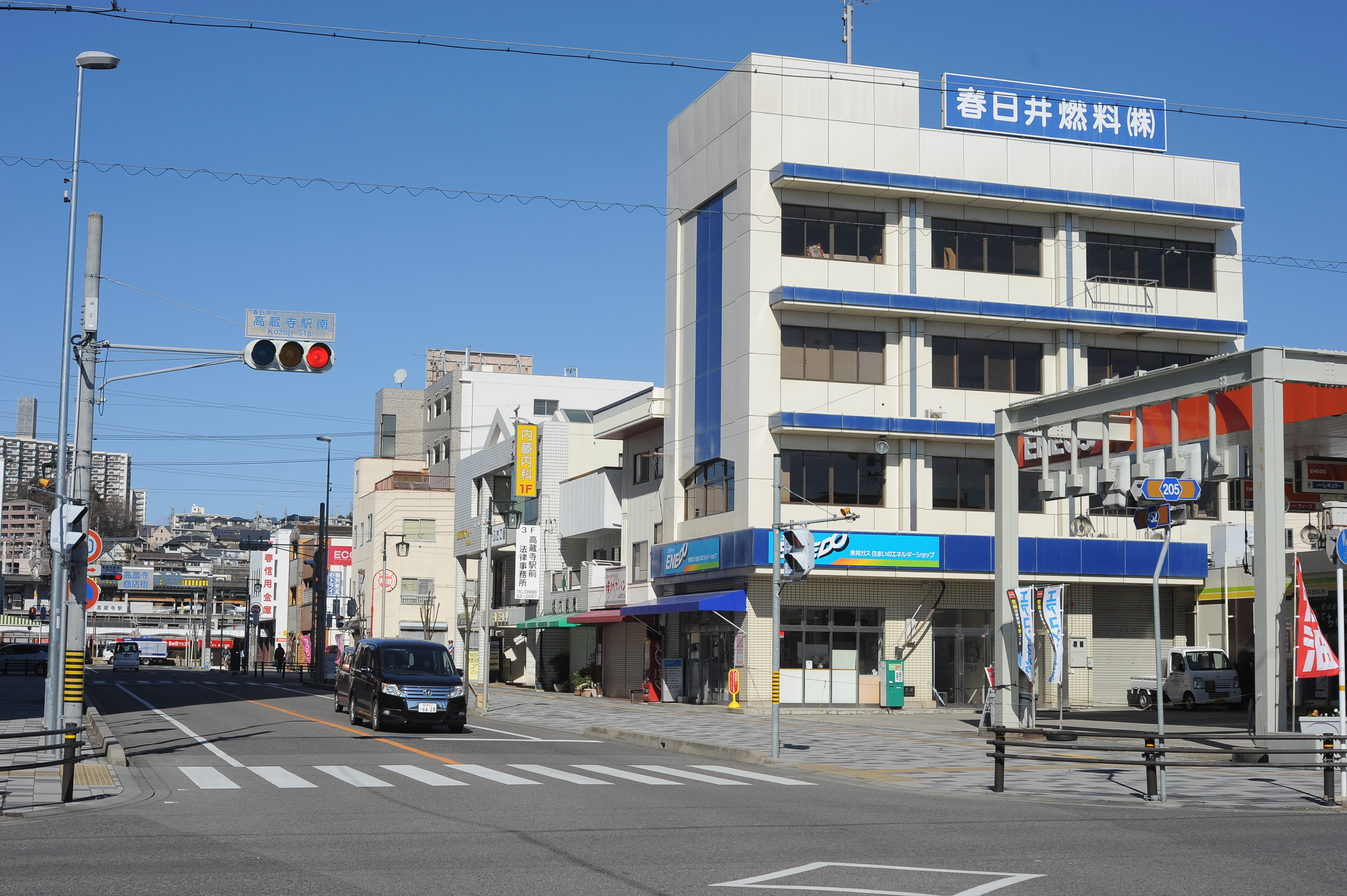
終点（春日井市高蔵寺町）

愛知県道452号高蔵寺停車場線（あいちけんどう452ごう こうぞうじていしゃじょうせん）は、愛知県春日井市内を走る一般県道である。

## 概要

### 路線データ
- 起点：高蔵寺停車場
- 終点：愛知県春日井市高蔵寺町

## 沿革
- 1966年8月1日 認定

## 地理

### 交差する道路
- 愛知県道205号下半田川春日井線（高蔵寺駅南交差点）

### 沿線
- JR中央本線 / 愛知環状鉄道・愛知環状鉄道線 高蔵寺駅
- 東春信用金庫 高蔵寺支店